# Glenea robinsoni
Glenea robinsoni é uma espécie de escaravelho da família Cerambycidae. Foi descrita por Charles Joseph Gahan em 1906. É conhecida a sua existência na Malásia.